# 梅里特帕克 (紐約州)
梅里特帕克（英語：Merritt Park）是位於美國紐約州達奇斯縣的普查規定居民點。

## 人口
根據2020年美國人口普查的數據，梅里特帕克的面積為1.15平方千米，皆為陸地。當地共有人口1647人，而人口密度為每平方千米1,432.17人。